# Pol De Mont

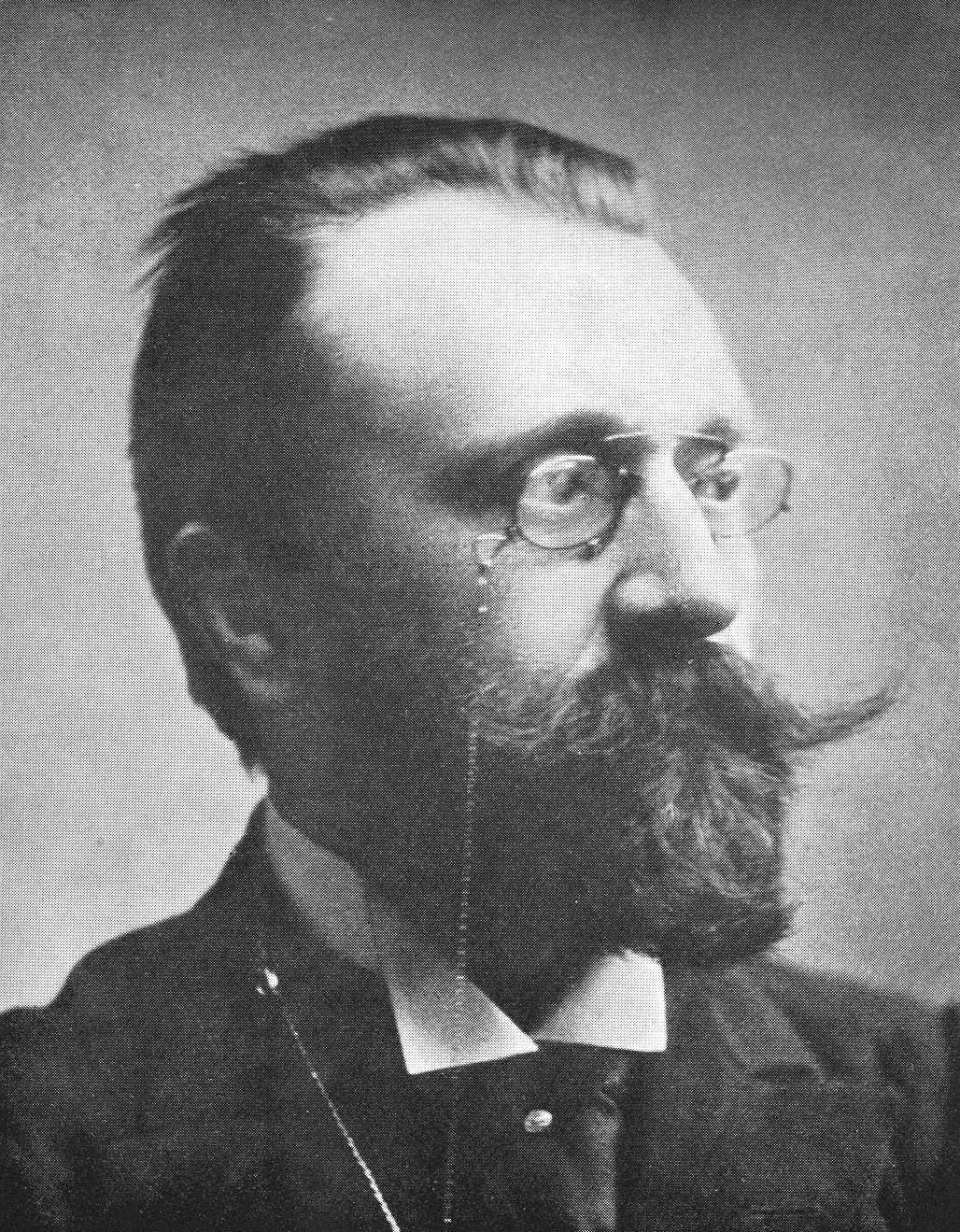
Pol De Mont

Charles Polydore De Mont eller Pol De Mont, född 15 april 1857 i Wambeek, Brabant, död 29 juni 1931 i Berlin, var en flamländsk författare och litteraturhistoriker.  
Pol De Mont blev 1877 student, verkade senare som lärare först i Doornik och från 1882 vid Antwerpens Athenæum, var även direktör för målerisamlingarna i Antwerpen. Hans författarskap rör sig på många olika områden, men han är främst känd som författare av landsbygdsidyller både på prosa och på poesi (Op mijn dorpken 1886, Leutesotternijen 1881; den förstnämnda innehåller prosaberättelser, den andra dikter). Han behandlade även bibliska ämnen i modern anda, till exempel i dikten "Människornas barn". Han var mest framstående som lyriker, om än inte på Jan van Beers nivå. 
Pol De Mont författade även en mängd delvis mycket omfångsrika, litteraturhistoriska arbeten, däribland ett tvåbandsverk om Hendrik Conscience (Hendrik Conscience, zijn leven en zijne werken, 1883) och ett verk om Jan van Beers (1889). I trebandsverket Losse schetsen uit de letterkundige geschiedenis van onzen tijd behandlade han en mängd litterära personer och verk, främst från fransk och nederländsk litteratur. I Modernités (1890) ger han ett urval av franskspråkiga belgiska poeters verk. Av hans rent estetiska verk kan även nämnas Waarheid en leven (dikter, 1877), Jongelingsleven (1878), Loreley (dikter, 1882), Idyllen (1882), Gedichten (1884, prisbelönt), Fladderende Vlinders (dikter, 1885), Zanna (skådespel på vers i en akt, 1887). Han var medstiftare och medutgivare eller självständig utgivare av en rad tidskrifter. Han utgav även en del skolböcker, däribland ett par nederländska antologier, Proza en Poëzie (1880) och Mijn Leesboek (1889).